# Varano de’ Melegari

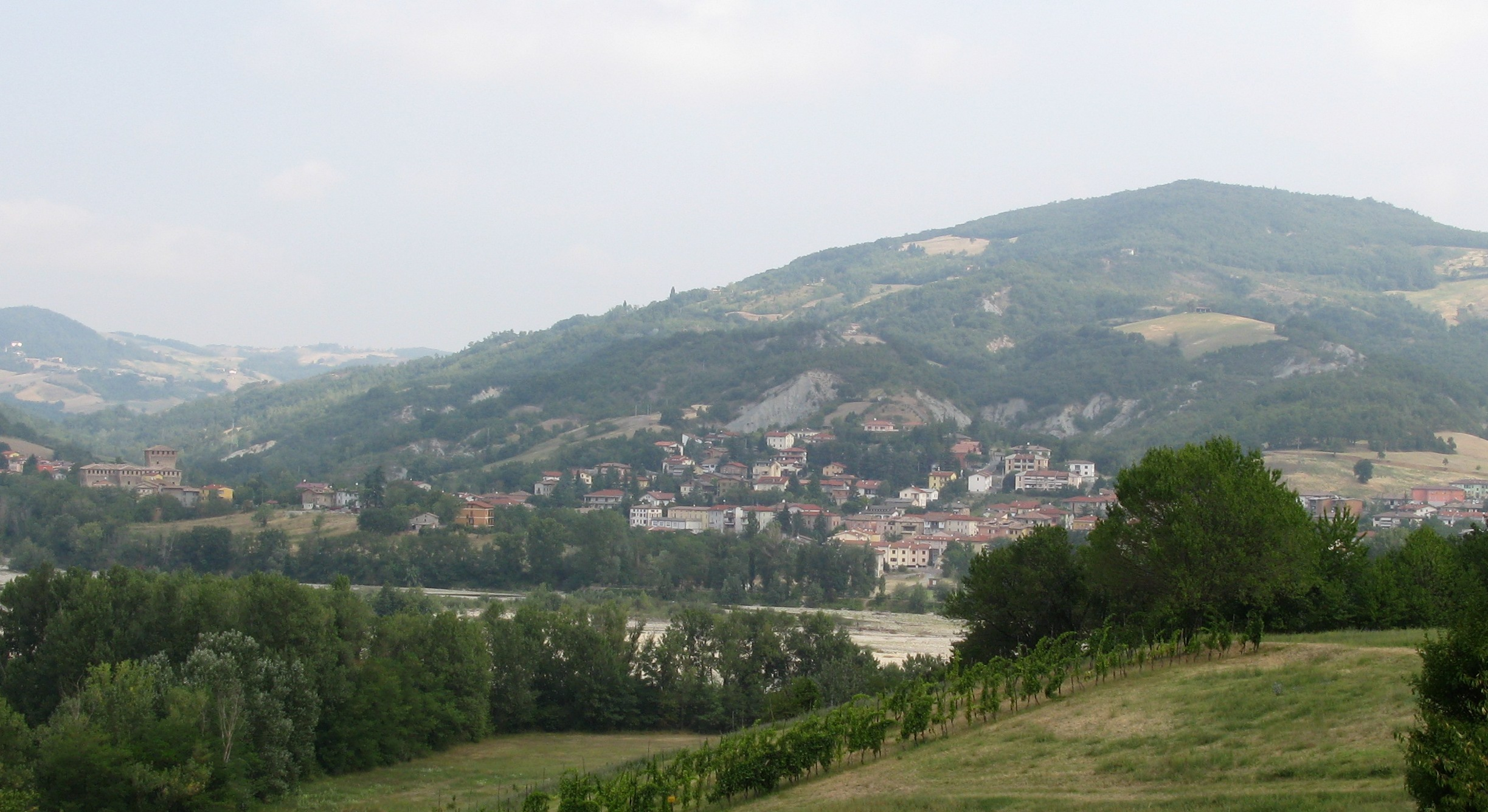
Panorama von Varano de’ Melegari

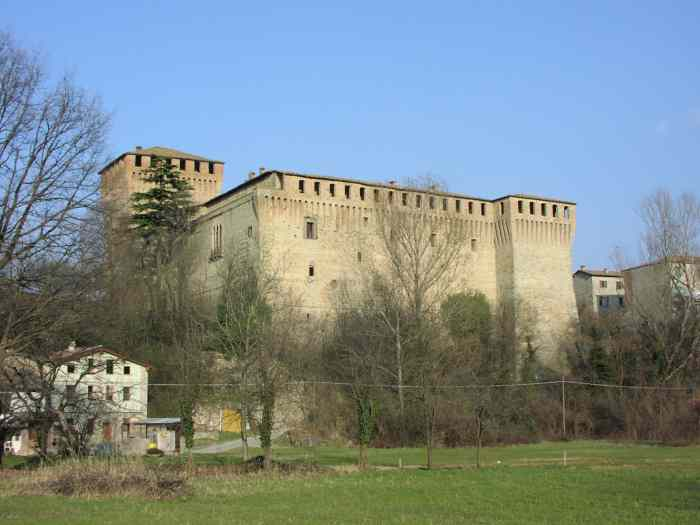
Burg von Varano

Varano de’ Melegari ist eine italienische Gemeinde (comune) mit 2567 Einwohnern (Stand 31. Dezember 2023) in der Provinz Parma in der Emilia-Romagna. Die Gemeinde liegt etwa 29 Kilometer südwestlich von Parma im Valle del Ceno. Hier mündet der Ceno in den Taro, der die östliche Gemeindegrenze bildet.

## Persönlichkeiten
- Gian Paolo Dallara (* 1936), Automobilkonstrukteur (Dallara)

## Verkehr
Im Osten der Gemeinde verläuft die Autostrada A15 von Parma nach La Spezia.